# Brudelholtwoud
Het Brudelholtwoud was een historisch bosgebied in Haspengouw.
Het strekte zich uit van het oosten van gemeente Zoutleeuw, over het noorden van Sint-Truiden en het zuiden van de gemeentes Nieuwerkerken en Alken tot in het westen van Ulbeek.
Bossen als het Zwartaardebos, Mielenbos, Galgenbos en Kluisbos zijn restanten van dit woud. Echter door eeuwenlange toepassing van bosbouw, komt de vegetatie in grote mate niet meer overeen met deze van het Brudelholtwoud.
In het jaar 976 werd een stuk van Brudelholtwout door gravin Bertha van Valenciennes geschonken aan de Abdij van Sint-Truiden. Dit gedeelte vormt nu het Provinciaal Domein Nieuwenhoven.